# Minus 8
Minus 8, de son vrai nom Robert Jan Meyer, né le 25 mars 1967 à Zurich, est un DJ d'electronica.

## Vie et œuvre
Robert Jan Meyer commence sa carrière dans les années 1980 comme bassiste dans un groupe de funk, mais il découvre rapidement sa passion pour la musique électronique et expérimente avec le synthétiseur et l'échantillonneur. Au début des années 1990, il commence à travailler comme DJ sous le nom de Minus 8.
Au début, son style musical était proche du groove, de l'acid jazz et du hip-hop, mais il se rapproche des styles drum and bass, nu jazz et New Latin Beats. Le maxi Single Airborn avec la voix de Tanya Birri est sa première parution. On retrouve la même voix sur les albums suivants. La même année, il publie l'EP The Sweetest Sounds sous le label du musicien français DJ Cam, Inflamable Records. L'année suivante il publie son premier album Beyond sous le même label. Son second album, Beyond Beyond est publié sous le label anglais Higher Ground, propriété de Sony. Le label suisse Jaboo, qui co-publia Airborn et Beyond, ainsi que Compost Record de Munich publient par la suite les albums Elysian Fields (2000) et Minuit (2002).
À côté de ses activités de DJ, Robert Jan Meyer compose la bande sonore du film Viktor Vogel – Commercial Man de Lars Kraume (2001). Il compose pour Apple le morceau Snowblind qui est utilisé dans une publicité mondiale pour l'ordinateur PowerBook G4 Titanium en 2001. De 1996 à 2010, il compile la compilation musicale annuelle Science Fiction Jazz pour le compte du label Mole Listening Pearls et la compilation de sons d'Amérique latine Batacuda Volumes 1 à 3 (à partir de 2000).

## Discographie
- Airborn (Maxi-Single, Jaboo/Magic Move, 1996)
- The Sweetest Sounds (EP, Inflamable, 1996)
- Beyond (Jaboo/Inflamable, 1997)
- Beyond Beyond (Higher Ground, 1998)
- Elysian Fields (Jaboo/Compost, 2000)
- Viktor Vogel - Commercial Man (Edel, 2001)
- Minuit (Jaboo/Compost, 2003)
- Eclectica (Straight Ahead/Stereo Deluxe, 2004)
- Slow Motion (Compost, 2009)

### DJ Mixes
- Science Fiction Jazz Volumes 1–12 (Mole Listening Pearls, 1996–2010)
- Play (Drum'n'bass-Kompilation, Jaboo/Magic Move, 1997)
- Play Volume 2 (Mix mit Schweizer Drum'n'bass, Jaboo, 1998)
- Batacuda Volumes 1–3 (Mole Listening Pearls, 2000, 2002, 2007)
- Camel Presents a Pleasure Experience by Minus 8 (TBP, 2002)
- Compost Ambient Selection – Sleeping Beauty Ambient Relax Works (Compost, 2009)